# St. Anne (Illinois)
St. Anne est un village du comté de Kankakee dans l'Illinois, aux États-Unis,. Situé au sud du comté, il est incorporé le 9 janvier 1873.

## Démographie
Lors du recensement de 2010, le village comptait une population de 1 257 habitants. Elle est estimée, en 2016, à 1 209 habitants.

## Personnalités liées
- Charles Chiniquy, prêtre catholique devenu pasteur protestant

## Source de la traduction
- (en) Cet article est partiellement ou en totalité issu de l’article de Wikipédia en anglais intitulé « St. Anne, Illinois » (voir la liste des auteurs).